# Mycena arcangeliana
Mycena arcangeliana es una especie de hongo no comestible, basidiomicetos, de la familia Mycenaceae. 

## Características
Este hongo es característico solamente de  Europa, donde crecen en la humedad y en lugares sombríos, entre las hojas y ramas caídas de los árboles de hojas caducas, rara vez se los encuentra en los bosques de coníferas, crece en los meses finales del verano hasta los meses finales del otoño.
La forma del sombrero (píleo) es cónico a convexa, acampanado y estriado, cambian de color al estar húmedos,  llegan a medir hasta 2,5 centímetros y el color es blanquecino crema, gris o beige. El estipe es cilíndrico, de color blanquecino y puede medir una altura de 10 centímetros y su ancho puede alcanzar los 1,5 milímetros.

## Comestibilidad
Mycena arcangeliana no es comestible.